# 仲條雪
仲條 雪（なかじょう ゆき、1970年 - ）は、日本の建築家。東京都生まれ。
1994年、日本大学理工学部建築学科卒業。株式会社ワークショップ入社。ワークショップ解散後木下道郎／ワークショップで実務経験後、2002年、ジャムズを横関和也と共同設立する。

## 代表作
- ふたつの木箱（2003年）
- 豆腐店舗兼二世帯住宅「フフフ」
- 仲條パパの家（2008年）